# 1982年世界女子ハンドボール選手権
1982年世界女子ハンドボール選手権はハンガリーで1982年に開催された第8回世界女子ハンドボール選手権である。

## 最終順位
|    | ソビエト連邦     |
|    | ハンガリー       |
|    | ユーゴスラビア   |
| 4  | 東ドイツ         |
| 5  | チェコスロバキア |
| 6  | 韓国             |
| 7  | ノルウェー       |
| 8  | ルーマニア       |
| 9  | 西ドイツ         |
| 10 | ブルガリア       |
| 11 | アメリカ合衆国   |
| 12 | コンゴ人民共和国 |